# NGC 92
NGC 92은 나선 은하이며, 로버트의 사중 은하에 있는 은하이다.